# Судува (стадіон)
Стадіон «Судува» або «АРВІ Арена» (лит. Sūduva stadionas, ARVI futbolo arena) — футбольний стадіон у місті Маріямполе, Литва, домашня арена ФК «Судува» та національної збірної Литви з футболу.
Стадіон побудований за сприяння і фінансування Європейського Союзу та відкритий 2008 року із місткістю 4 500 глядачів.
У 2008 році арена була реконструйована та розширена за рахунок добудови додаткових трибун, в результаті чого було досягнуто місткості 6 250 глядачів, 2 660 з яких під накриттям.
Поруч зі стадіоном розташований центр підготовки футболістів «Судуви» з тренувальним полем.
У 2011 році стадіон отримав комерційну назву «АРВІ Арена», пов'язану зі спонсорською угодою з групою компаній «АРВІ». 
2013 року стадіон приймав матчі, зокрема фінал, у рамках Юнацького чемпіонату Європи з футболу (U-19).